# Hydrocotyle acutifolia
Hydrocotyle acutifolia är en växtart i släktet Hydrocotyle och familjen araliaväxter.
Arten förekommer i Ecuador och Peru. Den beskrevs av Hipólito Ruiz López och José Antonio Pavón 1802.